# Sylvia Aquereburu
Pour les articles homonymes, voir Aquereburu.
Sylvia Aquereburu, de son nom complet Sylvia Adjoa Hundt-Aquéréburu, est une juriste togolaise,. Elle est la première femme notaire du Togo,.

## Biographie

### Enfance et formations
Sylvia Aquereburu devient notaire en 1981. À propos de son métier, elle déclare : 

« Pour moi, c'est le beau métier du monde ! Nous sommes pour la  paix des familles, la protection de la  veuve et de l'orphelin, la sécurisation des patrimoines, nous assistons l'être humain du début à la fin de sa vie. Le notaire pétrit de la pâte humaine et nous prévenons les conflits dans les familles comme dans les affaires [...]. »

## Carrière
Hormis son travail de notaire, Sylvia Aquereburu occupe plusieurs postes tout au long de sa carrière. Elle est, entre autres, membre du conseil d'administration du Conseil national du patronat du Togo, membre du Conseil national du dialogue social et secrétaire du bureau exécutif de la chambre consulaire et régionale de l'UEOMA. Elle est également cheffe d'entreprise.

## Distinctions
- Officier de l'ordre du Mono (2016)[5]